# Popovo
Popovo (en búlgaro: Попово) es una ciudad de Bulgaria en la provincia de Tărgovište.

## Geografía
Se encuentra a una altitud de 198 m s. n. m. a 296 km de la capital nacional, Sofía.

## Demografía
Según estimación 2013 contaba con una población de 15 878 habitantes.
|         | 2004   | 2005   | 2006   | 2007   | 2008   | 2009   | 2010   | 2011   | 2012  |
| Mujeres | 8 728  | 8 579  | 8 531  | 8 360  | 8 247  | 8 139  | 8 000  | 8 011  | 7 923 |
| Varones | 8 130  | 7 950  | 7 873  | 7 660  | 7 553  | 7 409  | 7 286  | 7 442  | 7 355 |
| Total   | 16 858 | 16 529 | 16 404 | 16 020 | 15 800 | 15 548 | 15 286 | 15 453 | 15278 |